# Mistrzostwa Polski w Boksie 2010
81. Mistrzostwa Polski w Boksie 2010 (mężczyzn) odbyły się w dniach 17-21 marca 2010 w Strzegomiu. Wystartowała rekordowa liczba zawodników - 178.

## Medaliści
| Kategoria:                       | Liczba zawodników | Złoto:                                  | Srebro:                                   | Brąz:                                                                   |
| waga papierowa (do 48 kg)        | 3                 | Łukasz Maszczyk (Gwardia Warszawa)      | Artur Majer (Gwardia Wrocław)             | Dawid Staniszewski (Start Włocławek)                                    |
| waga musza (do 51 kg)            | 8                 | Rafał Kaczor (SSS Bokser Strzegom)      | Piotr Gudel (Cristal Białystok)           | Wojciech Peryt (Broń Radom) Tomasz Duda (Radomiak)                      |
| waga kogucia (do 54 kg)          | 10                | Mariusz Burzyński (SSS Bokser Strzegom) | Krzysztof Rogowski (PKB Poznań)           | Kamil Łaszczyk (Gwardia Wrocław) Paweł Czajka (PKB Poznań)              |
| waga piórkowa (do 57 kg)         | 11                | Andrzej Liczik (Hetman Białystok)       | Mateusz Mazik (RMKS Rybnik)               | Maciej Mierzyński (Cristal Białystok) Paweł Juszczyk (Hetman Białystok) |
| waga lekka (do 60 kg)            | 11                | Michał Chudecki (PKB Poznań)            | Damian Wrzesiński (PKB Poznań)            | Łukasz Pis (PTB PM Tarnów) Mateusz Kostecki (Górnik Wieliczka)          |
| waga lekkopółśrednia (do 64 kg)  | 16                | Marcin Łęgowski (Hetman Białystok)      | Michał Żeromiński (Radomiak Radom)        | Tomasz Mazur (PKB Poznań) Krzysztof Ciereszko (Tygrys Elbląg)           |
| waga półśrednia (do 69 kg)       | 24                | Kamil Szeremeta (Hetman Białystok)      | Sebastian Jaszowski (SSS Bokser Strzegom) | Maciej Sulęcki (Gwardia Warszawa) Piotr Sielawa (Hetman Białystok)      |
| waga średnia (do 75 kg)          | 32                | Piotr Ruciński (SSS Bokser Strzegom)    | Tomasz Jabłoński (Sako Gdańsk)            | Robert Świerzbiński (Hetman Białystok) Michał Łoniewski (Kontra Elbląg) |
| waga półciężka (do 81 kg)        | 22                | Włodzimierz Letr (PKB Poznań)           | Krzysztof Sadłoń (SSS Bokser Strzegom)    | Krzysztof Ceglarek (PKB Poznań) Damian Kośmider (Tygrys Elbląg)         |
| waga ciężka (do 91 kg)           | 25                | Mateusz Malujda (niestowarzyszony)      | Tomasz Duszak (Junior Box Poznań)         | Piotr Samełko (Mazur Ełk) Michał Olaś (Fenix Warszawa)                  |
| waga superciężka (powyżej 91 kg) | 16                | Łukasz Zygmunt (Polonia Świdnica)       | Michał Jabłoński (Wisłok Rzeszów)         | Jacek Głowacki (Bukowina Wałcz) Michał Towarnicki (Skorpion Szczecin)   |